# Bisdom Plzeň

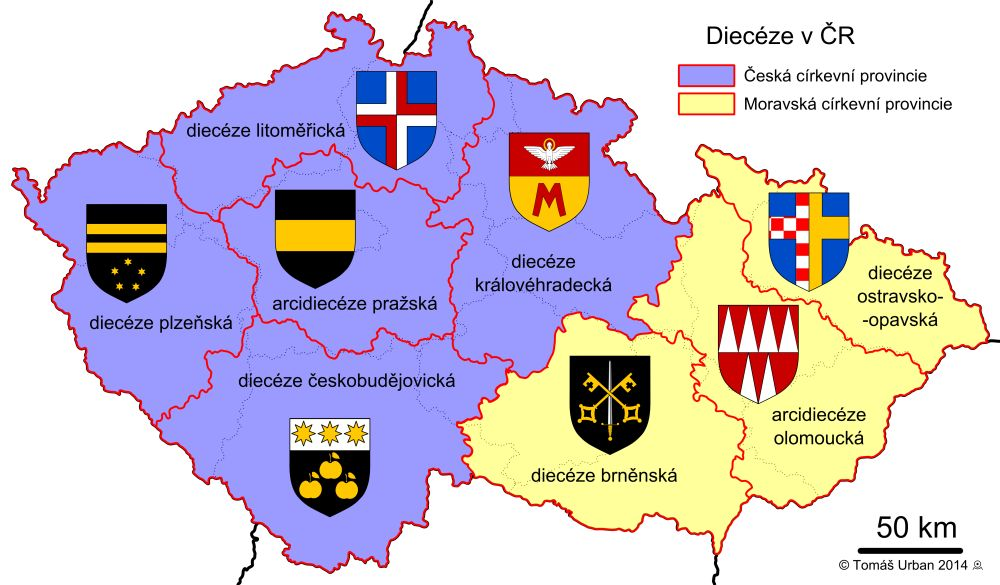
Het bisdom Plzeň in het uiterste westen van Tsjechië

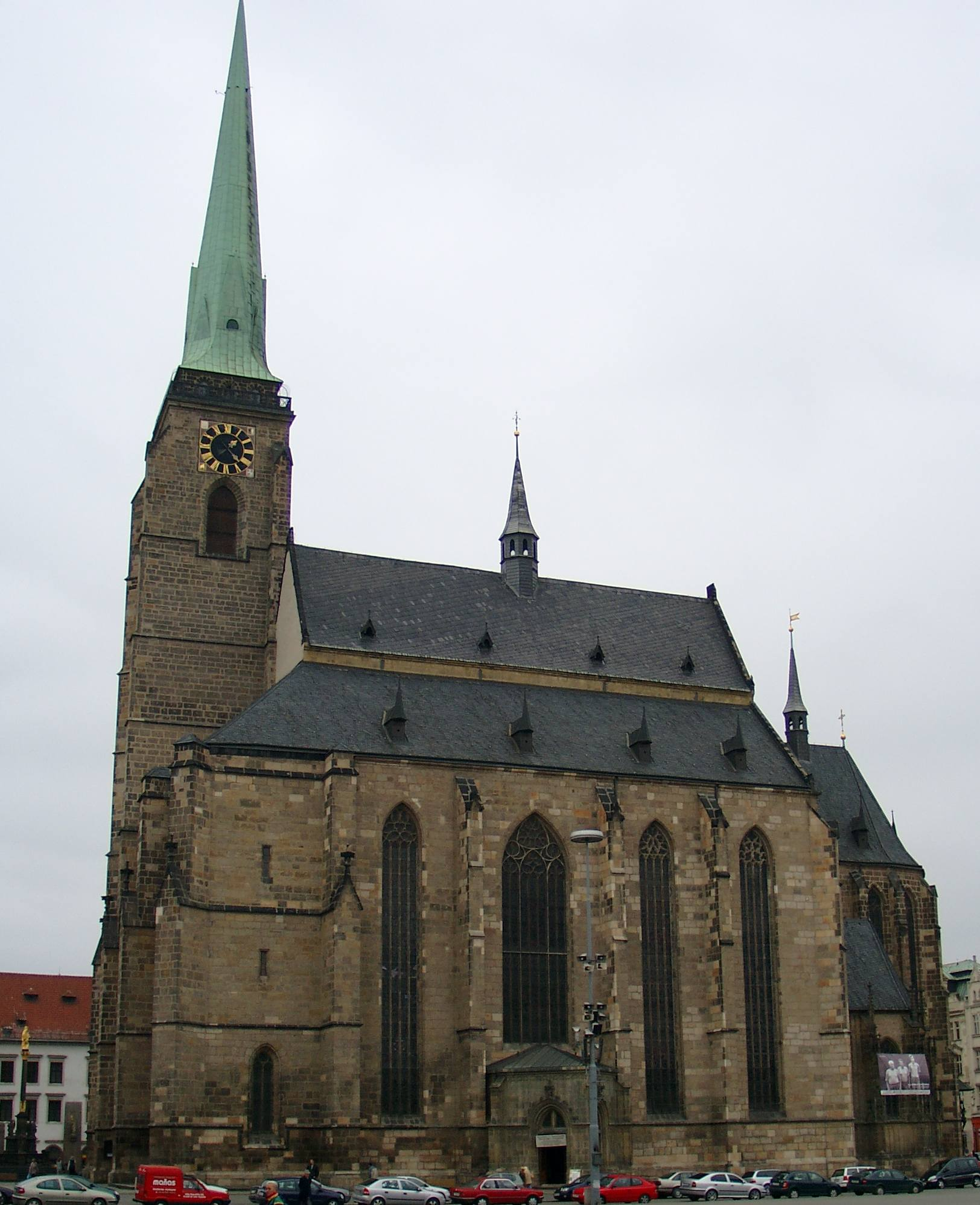
De Sint-Bartolomeüskathedraal van Plzeň

Het bisdom Plzeň (Latijn: Dioecesis Pilzensis) is een rooms-katholiek bisdom met als zetel Plzeň (Pilsen) in Tsjechië. Het is een suffragaan bisdom van het aartsbisdom Praag. Het bisdom werd 1993 opgericht uit delen van de bisdommen České Budějovice en Litoměřice en het aartsbisdom Praag.
Het bisdom heeft een oppervlakte van 9.661 km². In 2019 telde het bisdom 69 parochies. Er woonden toen 839.950 mensen waarvan 14% katholiek was.

## Bisschoppen
- František Radkovský (1993-2016)
- Tomáš Holub (2016–)

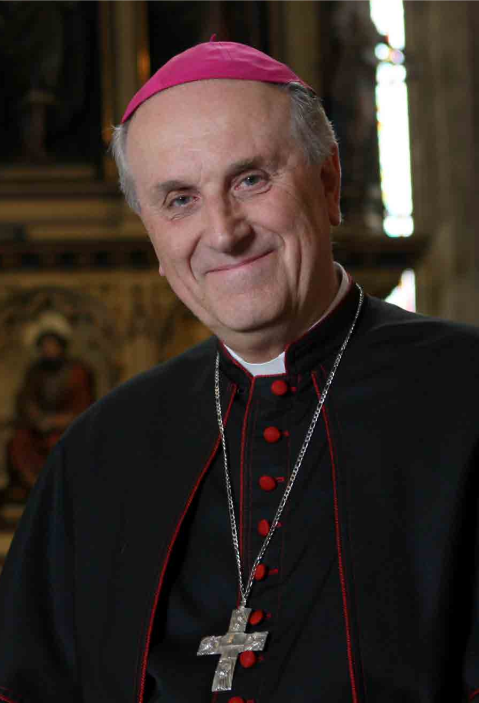
František Radkovský
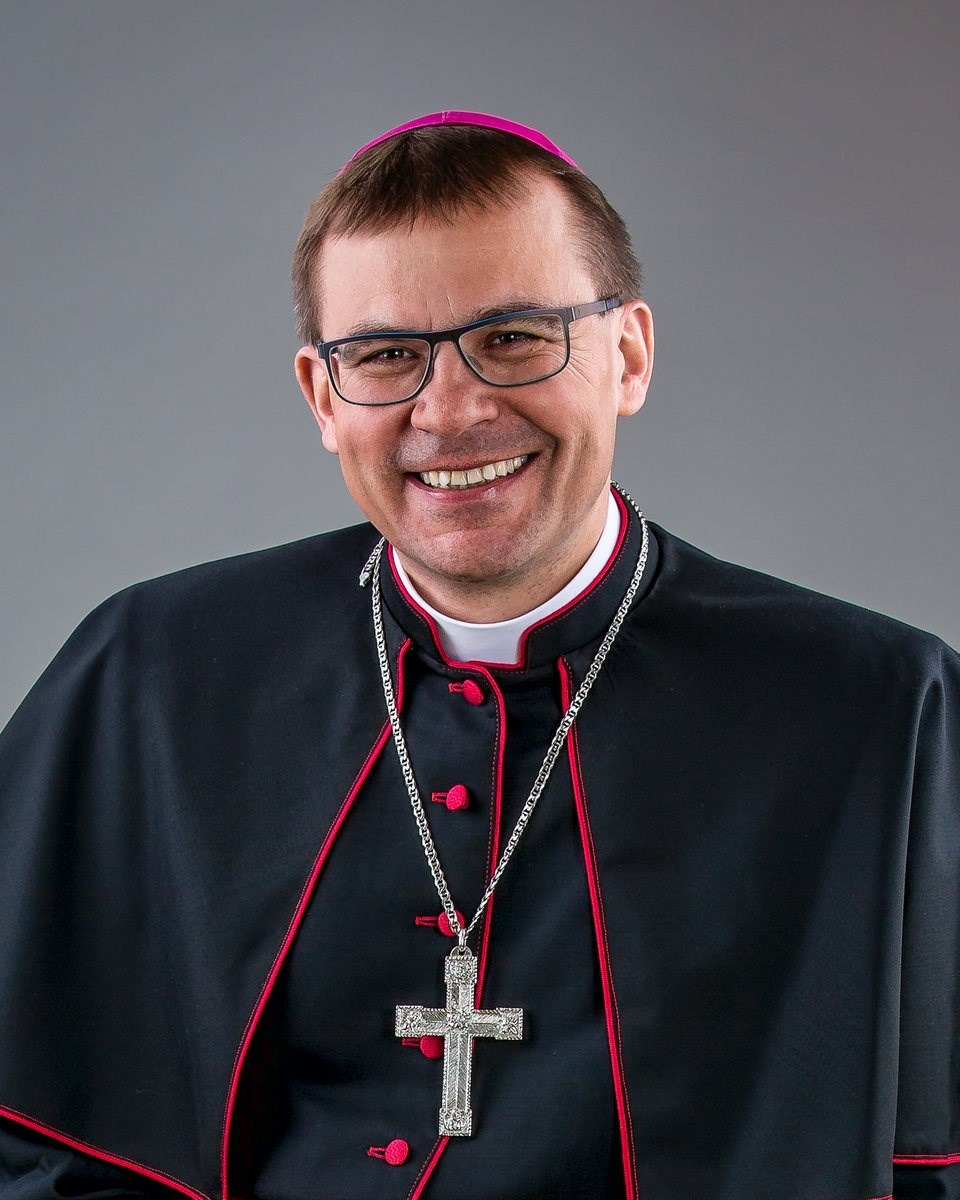
Tomáš Holub